# Langer Marsch 8

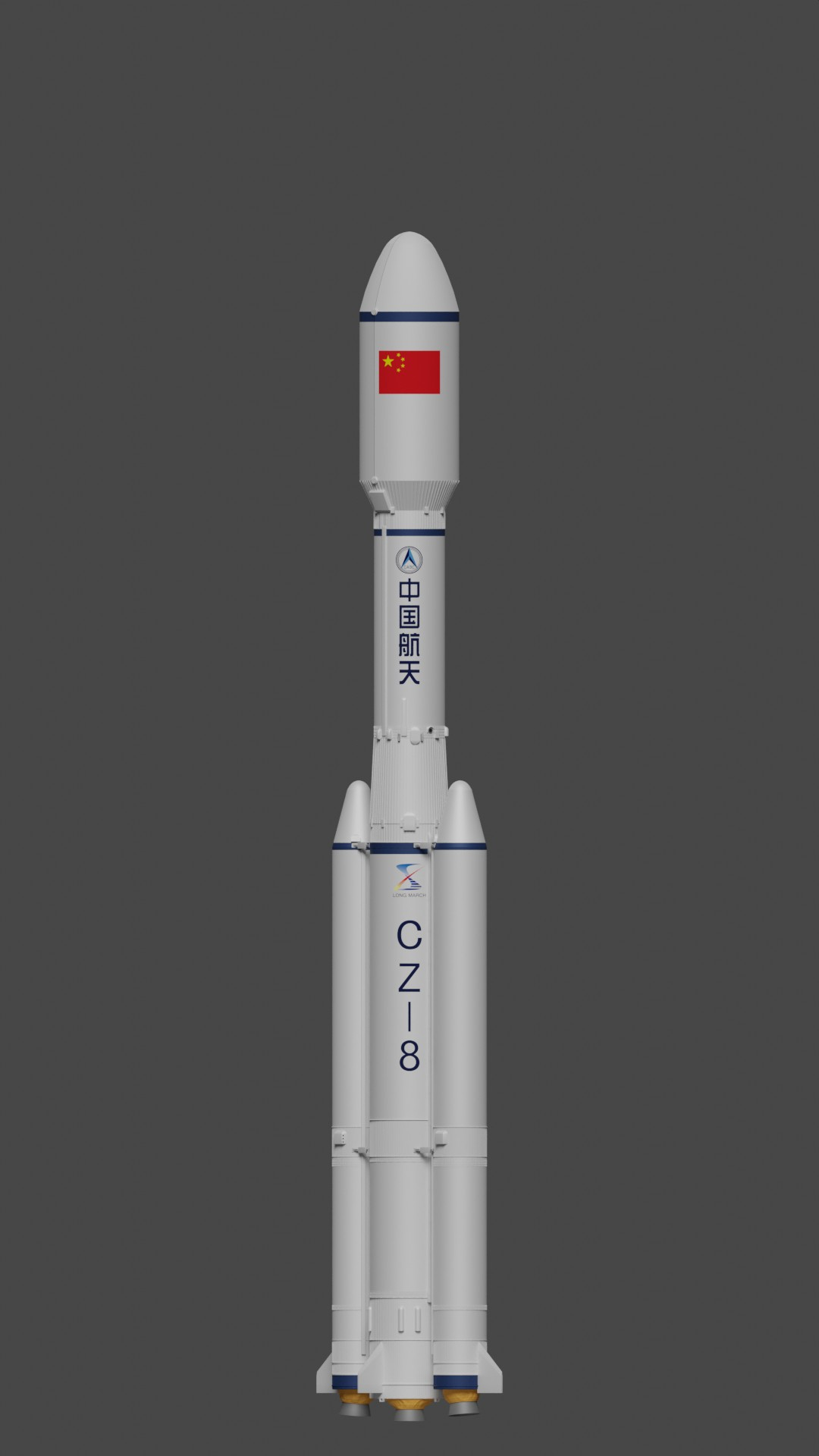
Langer Marsch 8

Langer Marsch 8 (chinesisch 长征八号, Pinyin Chángzhēng Bāhào, kurz CZ-8) ist eine von der Chinesischen Akademie für Trägerraketentechnologie entwickelte Serie von mittelschweren Trägerraketen. Der Erstflug der Rakete fand am 22. Dezember 2020 statt. Chefkonstrukteur der Changzheng-8-Raketen ist Song Zhengyu (宋征宇, * 1970).

## Entwicklungsgeschichte
Durch den modularen Aufbau der neuen Changzheng-Raketengeneration verkürzte sich die Entwicklungszeit der CZ-8 beträchtlich. Während der jährlichen Vollversammlung der Politischen Konsultativkonferenz des chinesischen Volkes im März 2015 enthüllte Liang Xiaohong (梁小虹), PKKCV-Mitglied für den Chinesischen Verein für Wissenschaft und Technologie (中国科学技术协会) und Betriebsratsvorsitzender der Chinesischen Akademie für Trägerraketentechnologie, dass seine Firma auf der Basis der existierenden Systeme an einer Trägerrakete arbeitete, bereits damals „Changzheng 8“ genannt, die die chinesische Lücke bei sonnensynchronen Orbits schließen sollte (zu jenem Zeitpunkt konnte China nur Nutzlasten von maximal 2 t in derartige Umlaufbahnen befördern).
Im September 2016 wurde anlässlich der Jahreshauptversammlung des Vereins für Wissenschaft und Technologie in Xi’an erstmals ein Modell der neuen Rakete gezeigt.
Seinerzeit wurde die Changzheng 8 als umweltfreundliche Rakete vorgestellt – die zweite Stufe verwendet flüssigen Wasserstoff als Treibstoff – mit der es nun möglich war, eine Nutzlast von 3–4,5 t in eine sonnensynchrone Umlaufbahn zu befördern, was eine hohe Präzision bei der Steuerung der Rakete erforderte.
Im Mai 2017 erteilte der Staatsrat der Volksrepublik China die Genehmigung für den Bau der Changzheng 8, bei der Akademie für Trägerraketentechnologie wurde eine Projektgruppe unter der Leitung von Xiao Yun (肖耘) eingerichtet.
Chefkonstrukteur der Rakete, bei der von Anfang an möglichst niedrige Kosten angestrebt wurden, um sie auf dem internationalen Markt konkurrenzfähig zu machen, wurde Song Zhengyu, der bereits bei der Changzheng 2F und der Changzheng 7 als stellvertretender Chefkonstrukteur tätig gewesen war. Von der offiziellen Genehmigung dauerte es dank der Verwendung bereits existierender Komponenten (siehe unten) nur noch 1316 Tage, also etwa dreieinhalb Jahre, bis zum Erstflug. Dies ist eine sehr kurze Entwicklungszeit für eine Rakete.
Für die angestrebte Kostendämpfung hatte man damals eine ganze Reihe von Ansätzen verfolgt, vom Ersetzen hydraulisch gesteuerter Ventile durch solche elektrischer Bauart bis hin zur Senkung der Qualitätsanforderungen bei der Produktion und der bewussten Inkaufnahme einer gewissen Zahl von Fehlstarts.
Außerdem hatten schon nach dem Falcon-9-Flug 20 am 22. Dezember 2015, bei dem SpaceX erstmals die erste Stufe einer Rakete sicher zur Erde zurückbringen und senkrecht landen lassen konnte, viele Menschen in China gefragt, ob man nicht auch wiederverwendbare Raketen bauen sollte. Im Jahr 2017 erklärte Lu Yu (鲁宇), der Vorsitzende der Kommission für Wissenschaft und Technik bei CALT (eine Art „Aufsichtsrat“) der Presse gegenüber, dass die Firma derzeit an zwei Methoden arbeite: senkrechte Landung mit eigenem Triebwerk und Fallschirmlandung. Zu beiden Ansätzen hatte CALT damals bereits praktische Versuche durchgeführt. Im November jenes Jahres entschied man sich dann für die senkrechte Landung.
Auf einer Konferenz am 24. April 2018 erläuterte Long Lehao (龙乐豪, * 1938), bei CALT für alle Changzheng-Raketen zuständig, dass man auf der Basis der Changzheng 8 bereits an einer teilweise wiederverwendbaren Rakete arbeite, bei der, ähnlich wie bei der amerikanischen Falcon 9, eine Stufe mit ihrem eigenen Motor senkrecht landen könnte.
Bei einem Vortrag an der Universität Peking Anfang Juli 2018 stellte er dann ein Konzept vor, bei dem die beiden Booster der Changzheng 8 an der ersten Stufe blieben und mit dieser zusammen landeten. Der Erstflug dieser Variante ist für etwa 2025 geplant.

## Aufbau
Ähnlich wie bei der Changzheng 5 sind für die zweistufige Rakete verschiedene Varianten geplant:
- Die Basisversion CZ-8 mit zwei Boostern. Der Erstflug erfolgte am 22. Dezember 2020.[16]
- Die CZ-8A ohne Booster.[17] Der Erstflug dieser Variante erfolgte am 27. Februar 2022.[18]
- Die noch in Entwicklung befindliche CZ-8G mit stärkerer Oberstufe und größerer Nutzlastverkleidung.
- Die noch in Entwicklung befindliche CZ-8R mit zwei fest an der Erststufe montierten Boostern, wobei die gesamte Kernstufe-Booster-Gruppe wiederverwendbar ist.[1]

### CZ-8
Die erste Stufe der Rakete ist fast identisch mit der ersten Stufe der mittelschweren Trägerrakete Changzheng 7 bzw. dem K-3-Booster der Changzheng 5, komplett mit den beiden für diese Raketenfamilie entwickelten YF-100-Triebwerken. Die zweite Stufe entspricht der dritten Stufe der Changzheng 3A, mit einem Durchmesser von 3 m und zwei YF-75-Triebwerken. Für die beiden Booster waren noch im Februar 2017 zweistufige Feststoffraketen mit 2 m Durchmesser und 120 kN Schubkraft vorgesehen, an denen die Akademie für Feststoffraketentriebwerkstechnik gerade arbeitete.
Dann wechselte man jedoch zu den K-2-Boostern der am 25. Juni 2016 und 20. April 2017 erfolgreich gestarteten Changzheng 7, mit 2,25 m Durchmesser und jeweils einem YF-100-Triebwerk mit Flüssigsauerstoff und Raketenkerosin als Treibstoff.
Die Nutzlastverkleidung der Rakete besitzt einen Durchmesser von 4,2 m.
Die Rakete besteht aus standardisierten Komponenten und ist dank neuer Fertigungsmethoden relativ schnell herzustellen. So werden zum Beispiel die Tankböden nicht mehr aus einzelnen „Blumenblatt“-Segmenten zusammengeschweißt, sondern aus einem Stück geformt. Dadurch reduziert sich die Herstellungszeit für dieses Bauteil um 80 %.
Die Akademie für Trägerraketentechnologie geht davon aus, dass nach dem Beginn der Serienproduktion eine Rakete 12 Monate, nachdem der Kunde den Vertrag unterzeichnet hat, die Fabrik verlässt.

### CZ-8G
Laut den im 14. Fünfjahresplan (2021–2025) festgeschriebenen Anforderungen an ein Nationales Netzwerk aus Kommunikations-, Navigations- und Erdbeobachtungssatelliten in mittleren und niedrigen Umlaufbahnen sollen in jenem Zeitraum Nutzlasten von 1–5 t in sonnensynchrone Umlaufbahnen 73 % aller Raketenstarts ausmachen.
Um diesem Bedarf nachzukommen, wurde Anfang 2023 ein Konzept für eine verbesserte Version (改进型, Gǎijìn Xíng) entwickelt. Die Satelliten des Nationalen Netzwerks sind sowohl schwer als auch groß. Während die erste Stufe und die Booster der CZ-8G identisch mit der Basisversion sind, besitzt die zweite Stufe einen Durchmesser von 3,35 m und verwendet zwei Wasserstoff/Sauerstoff-Triebwerke vom Typ YF-75H, eine weiterentwickelte Version des YF-75D mit 100 kN statt 88 kN Vakuumschub.
Für die zweite Stufe, die in Zukunft auch als dritte Stufe der Changzheng 7A Verwendung finden soll, entwickelte die Akademie für Trägerraketentechnologie einen Wasserstoff-Sauerstoff-Tank mit gemeinsamem Boden, was das Eigengewicht der Raketenstufe reduziert.
Der Durchmesser der Nutzlastverkleidung wurde von 4,2 m auf 5,2 m vergrößert. Die neue Rakete ist mit 50,5 m etwas höher als die Basisversion, sie besitzt eine Startmasse von 371 t und kann eine Nutzlast von 6,8 t in einen sonnensynchronen Orbit von 900 km Höhe befördern.
Die beiden Stufen und die Booster der CZ-8G werden in Tianjin einzeln montiert und in Containern auf dem Seeweg zum Kosmodrom Wenchang gebracht. Dort werden die einzelnen Komponenten senkrecht aufgestellt und die Booster an der ersten Stufe befestigt. Die nun zwei Komponenten (1. Stufe + Booster und 2. Stufe) werden in senkrechtem Zustand getestet und an die Startrampe gefahren, ebenso wie die in einer separaten Halle montierte, in die Nutzlastverkleidung verpackte Nutzlast. An der Startrampe werden die drei Elemente mit einem Kran aufeinandergehoben und montiert, dann noch einmal getestet, betankt und gestartet. Ähnlich wie bei den auf Vorrat montierten Rettungsraketen für die Chinesische Raumstation auf dem Kosmodrom Jiuquan ist es möglich, die drei Komponenten einer Rakete nach der ersten Testung senkrecht aufzubewahren, um dann sehr schnell einen zweiten Start durchführen zu können. Der Erstflug der Rakete soll im Juni 2024 vom Kommerziellen Kosmodrom Hainan erfolgen.[veraltet]

### CZ-8R
Für die Raketen der CZ-8-Familie möchte man auf dem Gelände des Kosmodroms Wenchang eine Endmontagehalle mit einer Produktionskapazität von 50 Raketen pro Jahr errichten, sodass im Durchschnitt und bei geeignetem Wetter jede Woche ein Start stattfinden kann. Für die fernere Zukunft denkt man jedoch auch daran, eine teilweise wiederverwendbare Variante der CZ-8 zu entwickeln, bei der die erste Stufe mit den Boostern nach der Abtrennung der zweiten Stufe mit ihren auf 65 % drosselbaren Triebwerken zur Erde zurückkehren soll. Dazu besitzt sie vier Gitterflossen für die Steuerung des Abstiegs durch die Atmosphäre und vier ausklappbare Landebeine. Eine am 18. Januar 2020 veröffentlichte Videoanimation eines CZ-8R-Flugs zeigt, dass die beiden Seitenbooster während des gesamten Flugs mit der Erststufe verbunden bleiben.
Diese auf den ersten Blick ungewöhnlich erscheinende Konstruktion wurde nach sorgfältiger Abwägung aller Faktoren gewählt. Bei der Changzheng 8 stellt die erste Stufe zusammen mit den beiden Boostern 70 % der Kosten der Rakete dar. Wenn man alle drei Komponenten auf einmal landen lässt, benötigt man nur eine Steuereinheit. Außerdem erhöht sich das Gewicht der herabstürzenden Einheit, was die Regelung der Triebwerke einfacher gestaltet. Da man während des Bremsvorgangs abwechselnd die Triebwerke der Kernstufe und die der Booster zünden kann, reduziert sich die Zahl der Zündungsvorgänge für das einzelne Triebwerk, was das Risiko einer Fehlfunktion senkt.
Dadurch, dass die Booster nach dem Ausbrennen nicht abgeworfen werden, reduziert sich die maximal mögliche Nutzlast der Rakete, deren Eigengewicht sich durch Gitterflossen, Landebeine und die nötige Elektronik sowieso schon erhöht. Nichtsdestotrotz wäre es – auch unter Berücksichtigung der Kosten für Rücktransport, Wartung etc. – selbst bei einer zwanzigfachen Wiederverwendung nicht möglich, kostengünstiger zu operieren als die Basisversion, wenn nur die erste Stufe landen würde. Bei der verschmolzenen Version gleichen sich die Mehrkosten für die Wiederverwendung dagegen ab dem vierten Start aus. Ab etwa der zehnten Wiederverwendung sinken die Kosten pro Start nicht mehr weiter, sondern bleiben bei rund 80 % der Einmal-Rakete.

## Einsatzprofil
Durch ihren relativ geringen Durchmesser kann die Changzheng 8 sowohl vom Kosmodrom Wenchang als auch vom Kosmodrom Jiuquan aus starten. Sie ist derzeit (2020) primär dafür gedacht, Nutzlasten (vor allem Erdbeobachtungssatelliten) in eine sonnensynchrone Umlaufbahn zu bringen. Hierbei hängt das maximal mögliche Gewicht von der konkreten Bahnhöhe ab. Bei einer Höhe von 700 km, wie beim Erstflug am 22. Dezember 2020, sind 4,5 Tonnen möglich, bei einer niederen Bahn von 500 km bis zu 5 Tonnen, bei einer hohen sonnensynchronen Umlaufbahn von 1500 km nur 3 Tonnen. Die Bahn von sonnensynchronen Satelliten ist üblicherweise um etwa 90° – 99° zum Äquator geneigt, es handelt sich mehr oder weniger um eine Polarbahn.
Für diese Missionen ist Chinas nördlichstes Kosmodrom Jiuquan besser geeignet, da dort bei einem Start in Richtung Norden (oder Süden) weniger Erdrotation kompensiert werden muss. 
Für andere Umlaufbahnen ist Wenchang auf der Insel Hainan, ganz im Süden Chinas, besser geeignet, da dort in Richtung Osten mit dem zusätzlichen Schub von der Erdrotation gestartet werden kann. Mit der Changzheng 8 können Nutzlasten von bis zu 8,1 Tonnen in zum Äquator gering geneigte niedrige Erdumlaufbahnen gebracht werden, sowohl einzelne Satelliten als auch Konstellationen (die Rakete verfügt über eine Möglichkeit zum Aussetzen mehrerer Satelliten). Bei Starts in eine geostationäre Transferbahn ist ein maximales Nutzlastgewicht von 2,8 Tonnen möglich, wobei man vor allem an kleinere Satelliten mit Ionenantrieb denkt. 
Die Chinesische Akademie für Trägerraketentechnologie kündigte an, mit der Changzheng 8 zunächst etwa ein dutzend Starts pro Jahr durchzuführen zu wollen, später mehr als 20 Starts pro Jahr.
Insbesondere für Starts in sonnensynchrone Umlaufbahnen besteht eine beträchtliche Nachfrage. Die China Great Wall Industry Corporation, die die Rakete vermarktet, konnte gleich beim ersten Start vier der fünf Nutzlastplätze (Haisi-1, Yuanguang, ET-Smart-RSS und Tianqi 8) an private Kunden vermitteln.

## Ablauf der Startvorbereitungen

### Zielvorgaben
Angestrebtes Ziel ist es, unter optimalen Bedingungen bei dieser Rakete nur eine sehr kurze Zeit für die Startvorbereitungen zu benötigen. Der Bahntransport von Peking zum Kosmodrom Jiuquan dauert zwei Tage, der Seetransport von Tianjin nach Hainan – abhängig vom Wetter – etwa eine Woche. Nach der Ankunft auf dem Kosmodrom werden die erste Stufe, die zweite Stufe und die Booster innerhalb eines Tages in waagrechter Position zusammengefügt und auf ein vielrädriges Transportfahrzeug ähnlich dem Startfahrzeug der Kuaizhou-1A gehoben. Im Laufe der folgenden drei Tage finden Tests und die Montage der Nutzlasten statt. Nach einem weiteren Tag der Vorbereitungsarbeiten, also am sechsten Tag nach der Ankunft, wird die fertig montierte Rakete zum Startplatz gefahren und aufgerichtet. Nach dreieinhalb Tagen weiterer Tests und Anschluss der Treibstoffleitungen wird die Rakete einen halben Tag vor dem Start betankt.
Die nur wenige Tage dauernden Tests sollen möglich sein, weil sich die Rakete weitgehend selbst überprüft, mithilfe eines künstlichen neuronalen Netzwerks die Messdaten interpretiert und nach vernünftigem Abwägen von Wahrscheinlichkeiten eventuell auftretende Fehlfunktionen nach Möglichkeit selbst repariert. Diese Prozesse werden über Funk und über Kabel an das Bodensystem übertragen, sodass Techniker gegebenenfalls eingreifen können. Die Zahl des Bodenpersonals ist jedoch im Vergleich zu traditionellen Startvorbereitungen deutlich niedriger, was einen weiteren Faktor bei der Kostenreduzierung und Erhöhung der Konkurrenzfähigkeit der Rakete darstellt.
Nicht alle Satelliten sind für horizontale Montage geeignet, weshalb es auch in Zukunft immer auch Starts mit senkrechter Montage wie beim Erstflug (siehe unten) geben wird. Andererseits prädestiniert die Möglichkeit der horizontalen Montage die Rakete für Seestarts, wo ein hoher Startturm eine schwimmende Plattform instabil machen würde. Vom derzeit im Bau befindlichen, 162,5 m lange Schiff für Seestarts sollen auch mittelschwere Trägerraketen wie die Changzheng 8 starten können.
Langfristig ist jedoch an eine Katamaran-artige, halb versenkbare Plattform mit einer Deckslänge von 230 m gedacht, die zwei Raketen mit aufs Meer nehmen kann und so zwischen den Starts nicht nach Tianjin zurückzukehren braucht.

### Ablauf beim Erstflug
Beim Erstflug am 22. Dezember 2020 kamen die Ingenieure am 22. Oktober, also genau zwei Monate vorher, auf dem Kosmodrom an, um Montage und Überprüfung der Rakete durchzuführen, noch auf die traditionelle Art in senkrechter Position.
Am 16. Dezember 2020 um 00:20 UTC wurde die Rakete auf einem mobilen Starttisch aus dem Raumfahrzeugmontagegebäude herausgefahren und zur 2,8 km entfernten Startrampe gebracht.
Dann verzögerte sich jedoch der ursprünglich für den 20. Dezember um 04:00 UTC angesetzte Start wegen starker Höhenwinde um zwei Tage, obwohl im Dezember, also in der asiatischen Trockenzeit, eigentlich die beste Zeit für Raketenstarts ist. Realistisch sind die 10 Tage Startvorbereitung nur für das Kosmodrom Jiuquan in der Wüste Gobi, wo an 300 Tagen im Jahr geflogen werden kann.

## Technische Daten

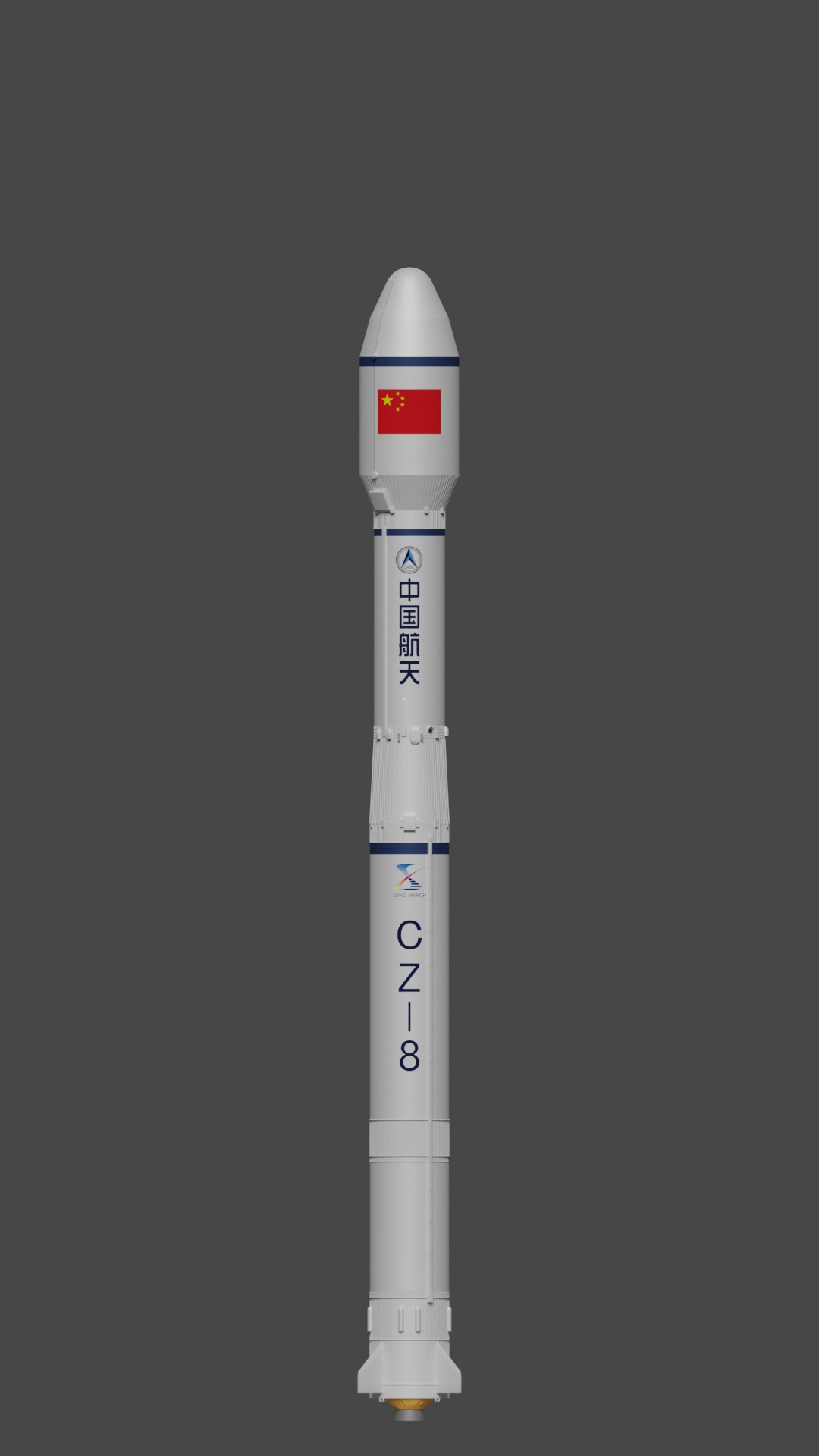
Langer Marsch 8A

| Modell             | CZ-8                                            | CZ-8A                                           |
| ------------------ | ----------------------------------------------- | ----------------------------------------------- |
| Stufen             | 2                                               | 2                                               |
| Höhe               | 50,3 m                                          | 48 m                                            |
| Durchmesser        | 3,35 m                                          | 3,35 m                                          |
| Startmasse         | 356 t                                           | 198 t                                           |
| Startschub         | 4800 kN                                         | 2400 kN                                         |
| Nutzlast           | 4,5 t SSO 8,1 t LEO 2,8 t GTO 1,2 t LTO         | 3 t SSO                                         |
| 1. Stufe (K-3-1)   |                                                 |                                                 |
| Höhe               | 26 m                                            | 26 m                                            |
| Durchmesser        | 3,35 m                                          | 3,35 m                                          |
| Triebwerk          | 2× YF-100 mit je 1188 kN Startschub             | 2× YF-100 mit je 1188 kN Startschub             |
| Treibstoff         | flüssiger Sauerstoff und Raketenkerosin         | flüssiger Sauerstoff und Raketenkerosin         |
| Booster (2× K-2-1) |                                                 |                                                 |
| Höhe               | 26,5 m                                          |                                                 |
| Durchmesser        | 2,25 m                                          |                                                 |
| Triebwerk          | 1× YF-100 mit je 1188 kN Startschub             |                                                 |
| Treibstoff         | flüssiger Sauerstoff und Raketenkerosin         |                                                 |
| 2. Stufe (H-3-2)   |                                                 |                                                 |
| Höhe               | 12,4 m                                          | 12,4 m                                          |
| Durchmesser        | 3 m                                             | 3 m                                             |
| Triebwerk          | 2× YF-75 wiederzündbar mit je 78 kN Vakuumschub | 2× YF-75 wiederzündbar mit je 78 kN Vakuumschub |
| Treibstoff         | flüssiger Sauerstoff und flüssiger Wasserstoff  | flüssiger Sauerstoff und flüssiger Wasserstoff  |

## Startliste
Dies ist eine vollständige Liste der CZ-8-Starts, Stand 1. August 2025.
| Datum (UTC)             | Typ   | Ser.-Nr. | Startplatz   | Nutzlast | Art der Nutzlast | Orbit 1    | Anmerkungen |
| ----------------------- | ----- | -------- | ------------ | --- | --- | ---------- | ----------- |
| 22. Dezember 2020 04:37 | CZ-8  | Y1       | Wenchang 201 | XJY-7 Haisi-1 Yuanguang Tianqi 8 (Ping'an-1) ET-Smart-RSS (Zhixing-1A) | Technologieerprobungssatellit Erdbeobachtungssatellit Forschungssatellit Internet der Dinge Erdbeobachtungssatellit                                                                                         | SSO        | Erfolg      |
| 27. Februar 2022 03:06  | CZ-8  | Y2       | Wenchang 201 | Hainan 1-01 Hainan 1-02 Dayun Wenchang 1-01 Wenchang 1-02 Taijing 3-01 Taijing 4-01 Jilin 1 Gaofen 03D10 – 18 Jilin 1 MF02A01 Xidian-1 Chaohu-1 Thor Tianqi 19 Phospherus-1 | Seeüberwachung Erdbeobachtung Multispektralbeobachtung optische Erdbeobachtung SAR-Erdbeobachtung 9× Erdbeobachtung TE Hyperspektralsatellit SAR-Erdbeobachtung TE Internet der Dinge Hyperspektralsatellit | SSO        | Erfolg      |
| 20. März 2024 00:31     | CZ-8  | Y3       | Wenchang 201 | Elsternbrücke 2 Tiandu 1 & 2 | Mond-Relaissatellit Technologieerprobungssatelliten | Fluchtbahn | Erfolg      |
| 11. Februar 2025        | CZ‑8A | Y1       | Wenchang 201 | Hulianwang Digui 02 | 9 Kommunikationssatelliten | LEO        | Erfolg      |
| 11. März 2025           | CZ‑8  | Y6       | Hainan       | Qianfan 05 | 18 Kommunikationssatelliten | LEO        | Erfolg      |
| 30. Juli 2025           | CZ‑8A |          | Wenchang 201 | Hulianwang Digui 06 | 9 Kommunikationssatelliten | LEO        | Erfolg      |